# Joe Kolter
Joseph Paul Kolter, detto Joe (McDonald, 3 settembre 1926 – Harrisburg, 8 settembre 2019), è stato un politico statunitense, membro della Camera dei Rappresentanti per lo stato della Pennsylvania dal 1983 al 1993.

## Biografia
Nato in Ohio in una famiglia di origini jugoslave, Kolter si trasferì in Pennsylvania, dove studiò.
Entrato in politica con il Partito Democratico, fu membro del consiglio comunale di New Brighton e successivamente membro della Camera dei rappresentanti della Pennsylvania per quattordici anni.
Nel 1982 si candidò alla Camera dei Rappresentanti nazionale e fu eletto deputato. Negli anni successivi fu riconfermato dagli elettori per altri quattro mandati, fin quando nel 1992 fu sconfitto nelle primarie da Ron Klink e lasciò il Congresso dopo dieci anni di permanenza.
Nel 1994 fu indagato e nel 1996 condannato per corruzione e frode, in seguito ad uno scandalo che aveva riguardato alcuni membri del Congresso.